# 大本山 (赫德島)

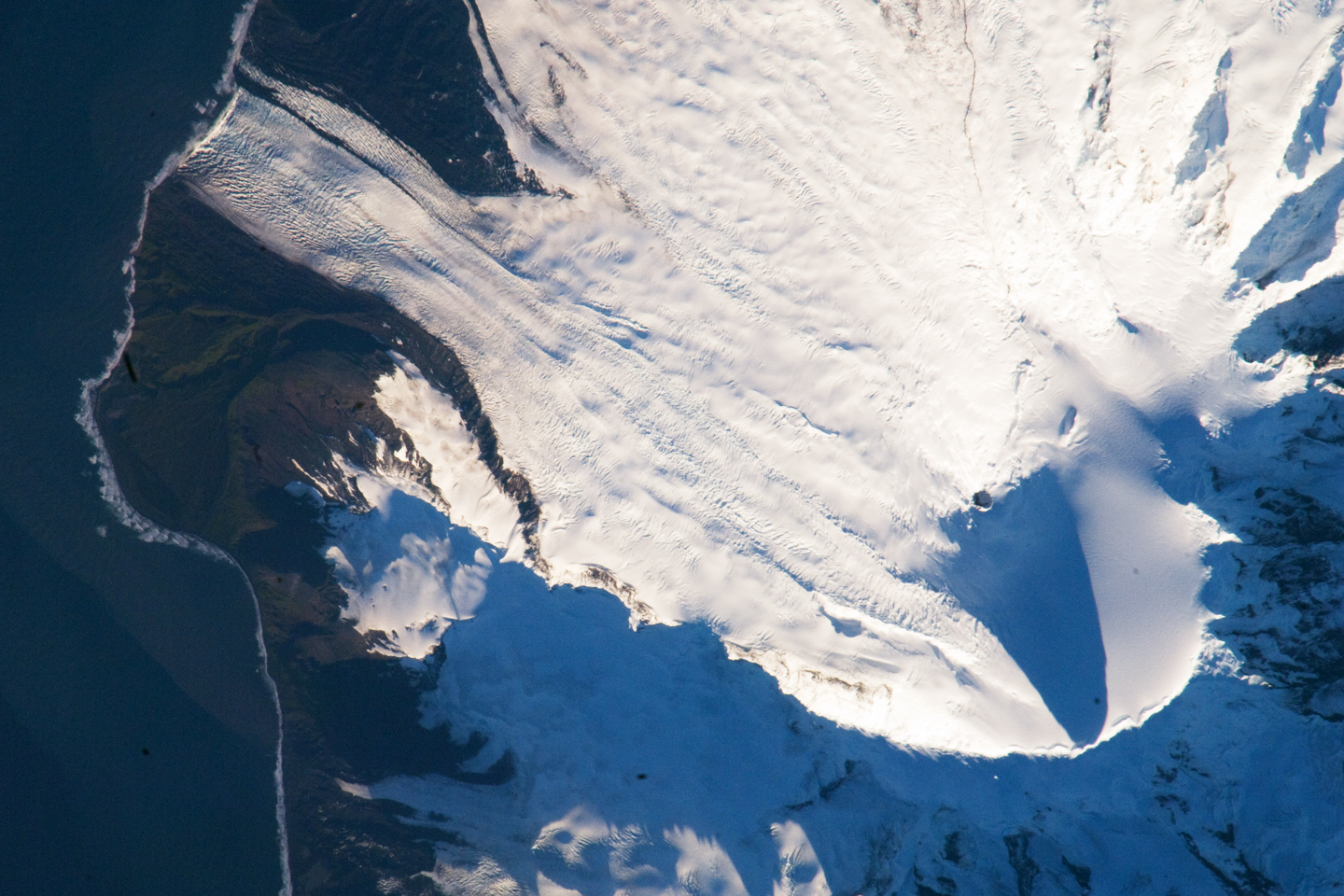

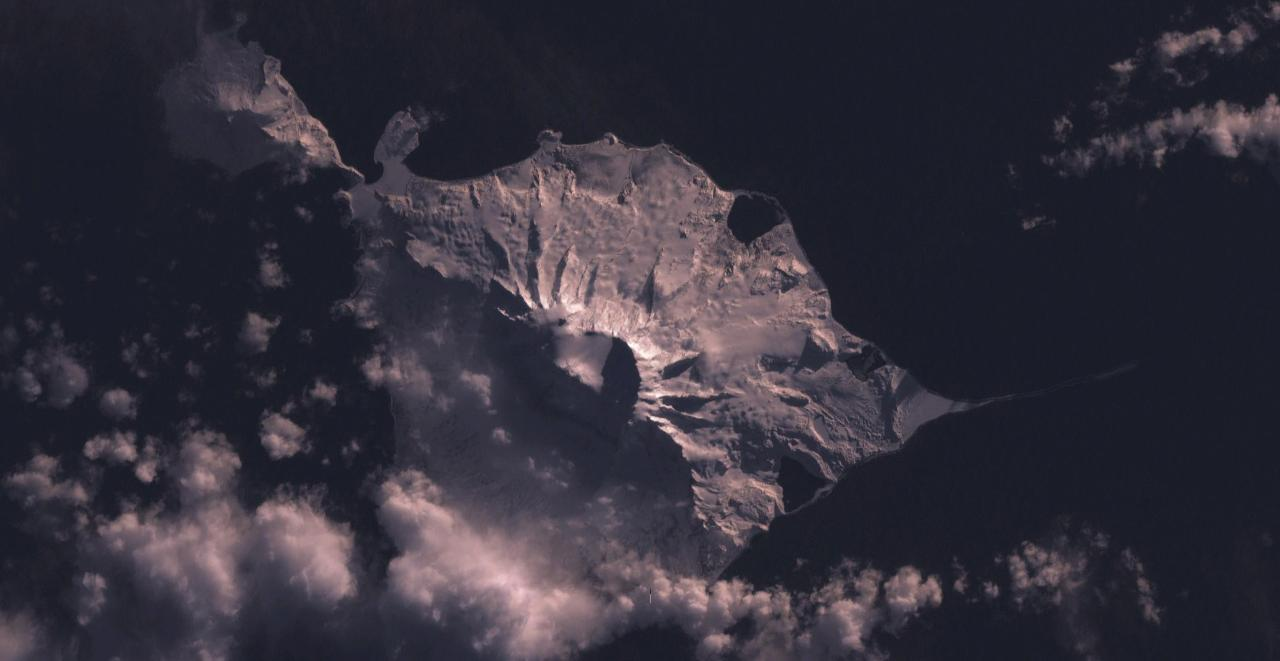

大本山（英語：Big Ben），是南極洲的火山，位於澳大利亞海外領地赫德島東部，直徑約25公里，面積約360平方公里，最高點是海拔高度2,745米的莫森峰。